# Ville Platte
Ville Platte – miasto w Stanach Zjednoczonych, w stanie Luizjana, siedziba administracyjna parafii Evangeline.